# Luciano Pavarotti
Luciano Pavarotti (Modena, 12. listopada 1935. – Modena, 6. rujna 2007.) bio je talijanski operni pjevač, jedan od najznačajnijih tenora svoga vremena.

## Životopis
Luciano Pavarotti rođen je 1935. godine u Modeni. Potječe iz glazbene obitelji. Prije nego što se počeo baviti glazbom, bavio se pedagogijom i želio je biti učitelj. To je i radio pune dvije godine na Scuola delle Magistrale. Godine 1956. odlučuje postati pjevač i počinje odlaziti na sate pjevanja kod Arriga Pole u Modeni, a kasnije i kod Ettorea Campogallianija u Mantovi.
Debitirao je 1961. godine u Reggio nell'Emilia i pobjeđuje na međunarodnim glazbenim natjecanjima. Prvi javni nastup izvan Italije održao je u Beogradu. Nakon toga slijede pozivi različitih talijanskih, nizozemskih (Amsterdam) kao i drugih opernih kuća (Beč, Zürich).
Godine 1965. radio je u Sjedinjenim Američkim Državama i Australiji s Joan Sutherland. Godinu poslije debitira i u milanskoj Scali. Slijede angažmani u Barceloni, Parizu, Londonu i New Yorku.
Godine 1981. osniva natjecanje mladih pjevača u Philadelphiji i od tada sve manje nastupa na sceni. To nije važilo i za televizijske nastupe; štoviše, broj koncerata na televiziji se povećao. Tijekom svjetskog nogometnog prvenstva 1990. osniva pjevački trio Tri Tenora s Joséom Carrerasom i Plácidom Domingom.
Pavarottijeve pjevačke partnerice su osim Joan Sutherland bile i Montserrat Caballé, Ileana Cotrubas, Kiri Te Kanawa, Maria Chiara i Mirella Freni.
Godine 1998. proglašen je UN-ovim Ambasadorom mira jer se koristio svojim statusom da bi podigao svijest oko tema kao što su AIDS, dječja prava, urbani slamovi i siromaštvo. Prikupio je mnogo novaca u humanitarne svrhe i tako zaradio UN-ovu medalju Nanssen koja se svake godine dodjeljuje osobama ili grupama koje pomažu izbjeglicama. Dana 21. prosinca 1997. godine u Mostaru je otvorio Glazbeni centar Pavarotti.
Umro je 6. rujna 2007. godine u Modeni.

## Diskografija
- 1966. Favourite Italian Arias
- 1968. Arias by Verdi & Donizetti
- 1971. Tenor Arias from Italian Opera
- 1973. The World's Favourite Tenor Arias'
- 1973. Pavarotti in Concert
- 1976. O Holy Night
- 1979. O Sole Mio – Favourite Neapolitan Songs
- 1983. Verismo
- 1984. Mamma
- 1985. Passione
- 1987. Volare
- 2000. Ti Adoro

## Vanjske poveznice
- Službena stranica

### Sestrinski projekti
|  | Zajednički poslužitelj ima još gradiva o temi Luciano Pavarotti |
|  | Wikicitati imaju zbirke citata o temi Luciano Pavarotti         |